# Тімішу-де-Жос
Тімішу-де-Жос (рум. Timișu de Jos) — село у повіті Брашов в Румунії. Адміністративно підпорядковане місту Предял.
Село розташоване на відстані 132 км на північ від Бухареста, 8 км на південь від Брашова.

## Населення
За даними перепису населення 2002 року у селі проживали 212 осіб.
Національний склад населення села:
| Національність | Кількість осіб | Відсоток |
| -------------- | -------------- | -------- |
| румуни         | 206            | 97,2%    |
| угорці         | 6              | 2,8%     |

Рідною мовою назвали:
| Мова      | Кількість осіб | Відсоток |
| --------- | -------------- | -------- |
| румунська | 203            | 95,8%    |
| угорська  | 6              | 2,8%     |